# Rusificación de Finlandia

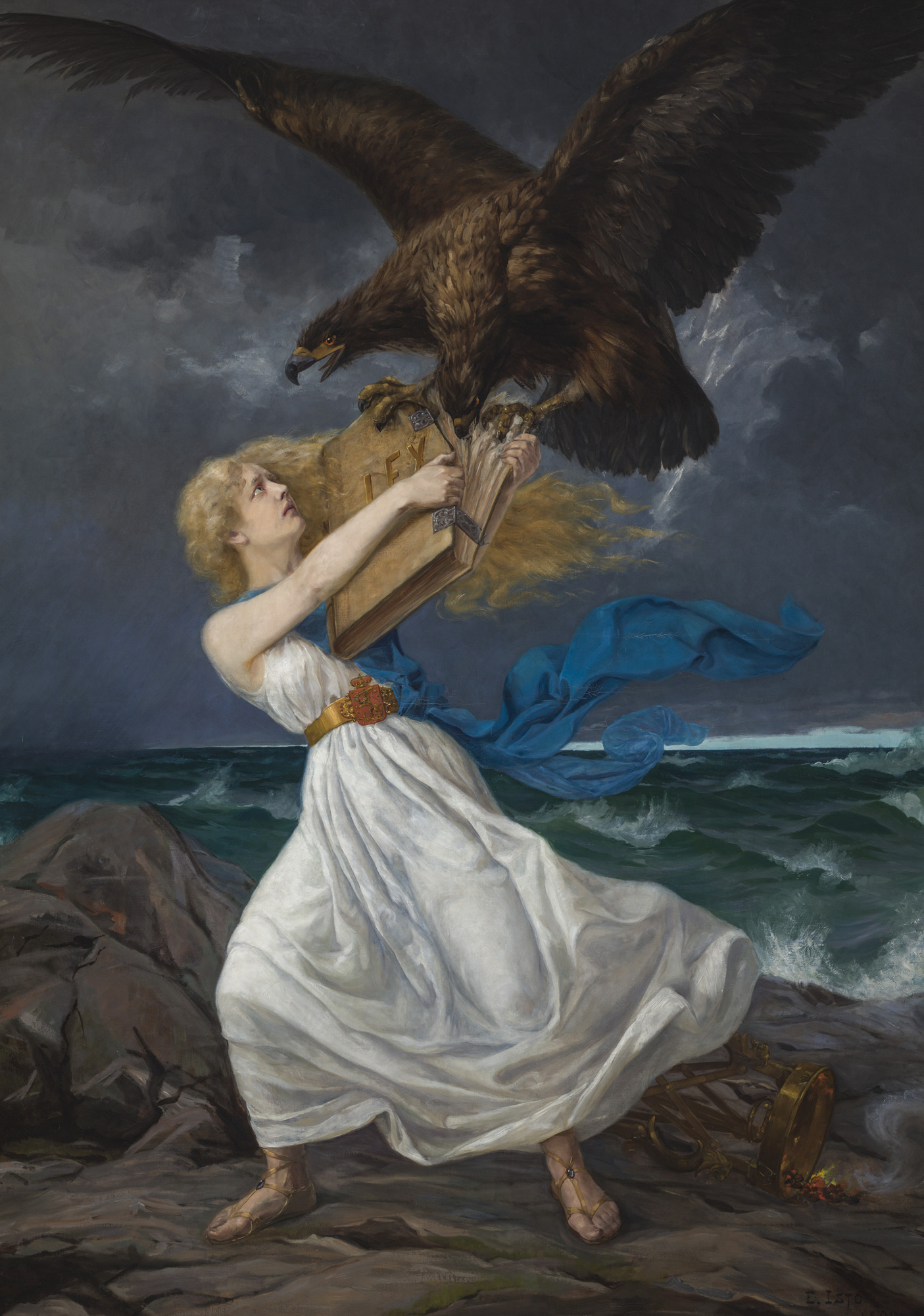
Cuadro "El ataque" (1899) de Edvard Isto que representa la resistencia finlandesa a la rusificación. El águila de dos cabezas que representa a Rusia arrebata la ley de los brazos de la dama de Finlandia.

La rusificación de Finlandia (en finés, sortokaudet o sortovuodet; en ruso, Русификация Финляндии; en sueco, förtrycksperioderna) fue la política oficial llevada a cabo por el Imperio ruso, con el objetivo de limitar el estatus especial del que gozaba el Gran Ducado de Finlandia y terminar con su autonomía política, integrándola plenamente en el ámbito político, militar y cultural en el imperio. Formó parte de la política más amplia de rusificación perseguida por los gobiernos rusos a finales del siglo XIX y principios del XX que trataron de abolir la autonomía cultural y administrativa de las minorías no rusas dentro de su imperio. Las dos campañas de rusificación provocaron una resistencia de la población finlandesa, que se inició a partir de las peticiones efectuadas y la escalada de huelgas, y continuó con movimientos de resistencia pasiva (incluyendo el rechazo al reclutamiento) y también eventualmente actuaciones de resistencia activa. El rechazo a la rusificación en Finlandia fue uno de los principales factores que en última instancia condujo a la declaración de independencia de Finlandia en 1917.

## Dominio de Rusia
En 1808 el zar Alejandro I de Rusia, a quien la paz firmada con Napoleón Bonaparte en el Tratado de Tilsit había dejado las manos libres, invadió Finlandia, provocando la Guerra finlandesa entre Rusia y Suecia, a la que pertenecía Finlandia. En 1809 se reconoció su anexión al Imperio ruso, por el Tratado de Fredrikshamn. Ese mismo año, la Dieta de Porvoo reconoció al zar Alejandro I como Gran duque, mientras que el zar confirmó los derechos y las leyes de los finlandeses, prometiendo libertad para mantener sus costumbres y su religión.

## Primer proceso de rusificación (1899-1905)

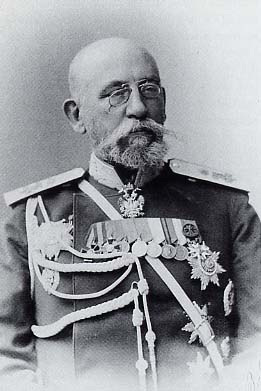
Nikolái Bóbrikov, gobernador general de Finlandia; desde este cargo fue uno de los principales responsables del proceso de rusificación. Murió asesinado por un nacionalista finlandés en Helsinki en 1904.

Este respeto se mantuvo y, de hecho, Alejandro II amplió los poderes de la dieta finlandesa en 1869. Esta situación cambió a partir de 1898, cuando Nicolás II nombró al general ruso Nikolái Bóbrikov gobernador general de Finlandia. El 15 de febrero de 1899, se aprobó  el denominado «Manifiesto de febrero». El manifiesto proclamaba la autoridad del Estado en todos los asuntos que pudieran considerarse que entraban dentro del ámbito de la legislación general del imperio. Su tramitación fue forzada a través del Senado de Finlandia y aprobado por el voto de calidad del presidente del Senado —una persona nombrada por el zar— y después de que Bóbrikov hubiera amenazado con una invasión militar.
En respuesta al Manifiesto, medio millón de finlandeses firmaron una petición pidiendo a Nicolás II su revocación, pero el zar ni siquiera recibió a la delegación que llevaba la petición.
En 1900 se avanzó en el proceso de rusificación mediante una serie de decretos que estableció que toda la correspondencia entre las oficinas gubernamentales debía realizarse en ruso (se estima que en 1900 existía una población de 8000 rusos en toda Finlandia, de una población total de 2 700 000 habitantes) y la utilización de la lengua rusa en las escuelas finlandesas. En 1901 se suprimió el ejército finlandés, lo que supuso que, a partir de ese momento, los reclutas finlandeses podían verse obligados a servir con el ejército ruso en cualquier parte del imperio. En la primera leva, en 1902, solo se presentó el 42 % de los llamados a filas. En 1905 se abolió el reclutamiento obligatorio puesto que los finlandeses fueron considerados como poco fiables desde un punto de vista militar.
En 1904 el gobernador Bóbrikov murió en un atentado cometido en Helsinki por Eugen Schauman. El Gobierno imperial respondió al atentado con una purga de opositores a la rusificación dentro de la administración finlandesa y con la censura más estricta. Sin embargo, la campaña de resistencia también tuvo algunos éxitos, sobre todo el cambio de la nueva ley de servicio militar obligatorio. La campaña de rusificación se suspendió y se revirtió parcialmente en el periodo 1905-1907, durante el periodo de disturbios civiles que se vivió en todo el Imperio ruso tras las derrotas rusas en la Guerra ruso-japonesa.

## Segundo proceso de rusificación
El programa se reintrodujo en 1908, cortando gran parte de la autonomía de Finlandia y provocando una mayor aún resistencia finlandesa, en la que se incluyen los Jägers finlandeses. Muchas medidas se suspendieron de nuevo entre 1914 y 1917, durante la Primera Guerra Mundial, pero los documentos secretos del gobierno publicados en la prensa finlandesa en noviembre de 1914 sugerían que el gobierno imperial ruso todavía albergaba planes para la rusificación completa de Finlandia.

## Independencia y guerra civil
En 1917, tras la Revolución rusa, se produjo la independencia de Finlandia que se reconoció en el Tratado de Brest-Litovsk. Tras la proclamación de la independencia se vivió una cruenta guerra civil entre las fuerzas socialdemócratas, comúnmente conocidos como «rojos» (punaiset) y las fuerzas del Senado, controladas por los conservadores. En el conflicto perecieron alrededor de 37.000 personas y alrededor de 20.000 niños quedaron huérfanos.